# باكوكو

باكوكو هي أكبر مدينة في إقليم ماغاواي، ميانمار.